# 漢口事件
漢口事件（かんこうじけん／はんこうじけん）とは、1927年（昭和2年）4月3日、国民革命軍の北伐のさなか、現在の中国の武漢を構成する漢口では国民党左派と共産党による武漢国民政府が一時的に樹立されていたが、そこで起きた暴徒化した現地民衆による日本人・日本人商店襲撃とその際に起きた日本海軍による現地民衆に対する発砲事件。
日本海軍・日本人居留民の報告によれば、日本租界で日本海軍の水兵2人が中国人の子供に投石されたことを端緒に、現地民衆と日本人水兵の争いが発生、水兵の一人は近くの食堂に逃込んだが、その水兵が中国人を一人殺したとの噂が広まったことや同食堂ないし隣の料亭に他に複数の日本人水兵がいたことから争いが拡大、掠奪・破壊が始まった。居留民が暴行を受けた他、現場に駆けつけた田中副領事も民衆に殴打された。
高尾享在漢口総領事と先任指揮官の協議で陸戦隊員120 人が上陸、抗議に来た中国人デモ隊の行列に発砲して彼らを四散させた。その後、彼らの一部は一帯の商店や他の租界にもなだれ込み、日本人・日本人商店への暴行・掠奪・破壊が続き、一部焼打ちも起った。
漢口四三事件とも言う。日本側被害は150戸、被害見積額は92万円（当時）。
漢口事件以後、成都・重慶でも対日世論が悪化、日本政府は揚子江流域の日本人居留民の総引揚げを開始し、居留民は続々と上海あるいは内地に引揚げた。

## 事件前の状況

### 中国の排外運動と労働運動
中国各地で国民党の掲げる三民主義により、民族主義が高まりを見せ、各地でとくに外国租界への反感が高まり、租界の行政権を中国側に回収しようとする動きが強まっていた。
1915年（大正4年）、1919年（大正8年）、1923年（大正12年）の排日運動は猛烈であったという。1923年には宜陽丸事件が起きて、船長を射殺し、船客も殺害された。
1924年（大正13年）12月には、租界ボーイ領事館襲撃事件が起きた。
1925年（大正14年）6月1日にはイギリス租界暴動が起きて、日本人商店がすべて掠奪破壊され、日本人1人が殴殺された。
1926年（大正15年）9月、商店三宜洋行が襲撃され、店舗、倉庫が中国人暴徒に破壊され、商品はもちろん、畳、建具、床板、窓枠までも剥がして持ち去った。
1926年（大正15年）9月、国民革命軍の武漢への圧力が強まるころから、盛んに労働者を教唆、人足や車夫、店員、工場員などに労働者団体を組織的に作らせ、二ヶ月ほどで200以上の団体、会員20万人を唱えた。この労働団体の統制する組織が「総工会」で、共産党員が牛耳っていた。総工会は糾察隊という6尺棒を持つ私兵を組織し、3000人を超えていた。外国人を相手にするボーイなどの組織は「洋務工会」と呼ばれた。
1926年10月、国民革命軍が武漢を攻略。
1926年11月、漢口では中国人ボーイや女中、また乳母による外国企業・外国人雇用主に対するストライキやさらには租界での騒擾事件なども起きた。糾察隊は6尺棒を持って租界を巡回し、三井物産の社員宅にその妻が一人でいたところ侵入し、押入れなどを勝手に開けるなど乱暴をした。
1926年11月20日には、商店の川本洋行が中国人米屋から米俵4俵を届けてもらうと、糾察隊が「日本人には米を買わせない」と妨害し、2-30名が店内に押し入り、ショーウインドウや戸口のガラスが破壊され、商品を強奪し、店の主人は群衆にリンチを受けた川本洋行事件が起きた。
1927年1月、中国国民党左派の汪兆銘は武漢に国民政府を移転（武漢国民政府）した。既にロシア租界、ドイツ租界は行政権を中国側に返還、そのため行政権を握ったままの他国租界には反感が高まり、1926年暮れからは外国人への暴行事件も頻発した。一方、独露の特別区の行政成績はよく、率先して行政権返還問題を考えた方がよいのではという意見が日本租界側にも見られるようになっていた。
そのような中で同月3日、中国民衆が英租界で英人義勇兵らと衝突、負傷者2名がやがて死んだことから対立が激化、4日、中国人群衆らが英租界を事実上占拠する状態に至った。ついに国民政府はイギリス租界の行政権の回収を宣言、現地英当局は抵抗を断念、英租界は国民政府が占領した。英側は一時軍艦を派遣しかける事態にもなったが、国際的支持も広がらず、従来の砲艦外交的解決を諦め、同年3月に行政権を国民政府に還付することとし、多くの英人が漢口から引き揚げることとなった。
日本人への暴行事件や激しいストも前年暮れ頃からみられたものの、日本租界に対しては比較的平穏な態度が取られていたが、英租界が消え、日本・仏の租界が残ったことにより、民衆の反感が高まっていく。1月には二百名の学生検察隊が日仏の租界に乱入、鉄条網を抜き去る事件が起きている。日本政府は、条理ある提案でもあれば考慮するが現状況下では自発的にも中国側の暴力によっても租界返還はしないとしていた。
1927年2月ごろから、日本租界外の同文書院付近の支那公園や富豪の屋敷の立ち樹や垣根などを引き抜いて持ち去るものがあった。やがて日本人住宅にも及んだ。多くは付近の農民の女子供であったが、後には大人も出動し、大っぴらに斧で立ち樹を切り倒した。農民協会で、外国人の境内であろうが、富豪の邸宅であろうが、立ち樹は中国人に授かったものだから当然奪取してよいと教えられたためという。
事件発生数日前に唐生智は日本官憲に対し、イギリス人・アメリカ人の居留民は引揚げを断行したが日本人居留民に対しては十分に保護を行うので漢口に止まるよう勧告を行った。

## 事件発生
漢口には日本人と租界の保護・防衛のために「嵯峨」、「浦風」、「堅田」が配置されており、情勢悪化に伴って「安宅」や「比良」も派遣されていた。3月30日から上陸が許可されていた。彼らは租界維持のための武力存在であるため、現地中国人らの反感を買いやすい存在であった。以下は、主に日本人居留民側証言による。
4月3日午後3時過ぎ（15時45分ごろ）、水兵2名が日本租界燮昌路の料亭「妻鶴」の横手を通行中（または漢口銀行付近）、中国人の子供から投石されたという。口論中に30人ぐらいの中国人が食って掛かってき、車夫の一団が水兵を取り囲み殴り始めた。水兵の一人は負傷、もう一人は一人の車夫を突き倒して、近くの料理店「山吉」に逃げ込んだ。「日本水兵が中国人を殺した」「車夫がナイフで刺された」との噂が広まり、大きな騒ぎとなった。たちまちの間に大勢の野次馬も加わり、他の日本人水兵らがいたこともあって、「山吉」とその隣の「浪花食堂」は逃げた問題の水兵を匿っていると疑われ、跡形もなく破壊された。日本租界北側の平和街に差し掛かかっていた農民協会成立大会の祝賀行列の一団がこの騒ぎを聞いて、日本租界に殺到し、租界の三分の二は暴民によって埋められた。初めこそ水兵目当であったが、10分と経たない内に日本人を見れば取り囲んで殴打し、日本人商店を手当たり次第に襲撃するようになった。事件を聞いて駆けつけた田中副領事も、日本領事だと叫んだにもかかわらず、暴行された。

赤旗。1923年に作られた二番目のソ連国旗

16時10分に「嵯峨」艦長は陸戦隊揚陸を命じ、各艦よりの陸戦隊は暴徒鎮圧・先行上陸員や居留民の救出を試みることになる。午後4時ごろ、数千の群衆が子供を先頭に立て赤旗を振るい、指揮者の下に声をあげて河岸に向かっていたところ、海軍陸戦隊隊員らは道路に散開し小銃を構え、空砲を放ち、さらに実弾を数発撃ったとしている。群衆は雪崩を打っていったん逃走、一帯を略奪しつつ租界外に向かった。平和街に接近するや頑として退かず、陸戦隊は本願寺の土堤に向かって機銃の威嚇射撃を行うと、群衆は逃げ去った。日本側報道には、群衆側にも死傷者多数が出たとするものもある（参照：#死者は出たか）。追い払われた群衆は、他国租界にもなだれ込み、そこにある日本人商店を襲撃した。ドイツ租界にあった三井木行は火をかけられたが大事にならずに消し止められた。
現地居留民が後にまとめ、同年8月に出版された『南京漢口事件真相 : 揚子江流域邦人遭難実記』によれば、以下のような残虐行為も報告されている。南小路から平和街に出る角の理髪店の隣の田村氏の宅では、産後間もない身を病床に横たえていた妻女が、暴徒によって足蹴にされ遺骸は放置されたという（参照：#死者は出たか）。また、別の妊娠五ヶ月の女性が二階から引きずり降ろされ、殴られて血まみれになったとする。
4月3日夜には日本人25名がイギリス艦ビー号に避難し保護された。同仁病院も漢口から引き上げを行った。

### 死者は出たか
1927年5月、日本政府は武漢政府にこの件につき厳重抗議し外交交渉の申入れを行ったが、事件を侵入略奪事件とし死者については題目として挙げられていない。また、1928年の済南事件の際には、日本は国際連盟に対し日中衝突の事情について自国の立場を主張する文書を提出したが、その中では済南事件については中国側の残虐行為と虐殺を挙げているものの、漢口事件については事態を残虐としながらも内容は侮辱・傷害・略奪とされ、虐殺や殺害についてはない。武漢国民政府から蒋介石の国民党政府に既に代わった中国側と交渉を続ける中、1928年11月、中国側は事件が日本租界内で発生したことと寧ろ日本軍が発砲したことを責め、日本側はやむを得ざる自衛上の発砲で死者も極く少数にとどまると反論していることが報じられている。日本人側に死者はなく、中国人側にはある程度の数の死者が出たようである。

### 日本人監禁
水兵6名もしくは11名、同人会病院の石井小兵衛、三井木行の石田倉之ら民間人数名らは殴打され監禁された。水兵は飲食店にいたところを襲われ、散々殴打されて拉致され、フランス租界外の総工会本部に監禁された。監禁中は足を縄で縛られ、青龍刀を突きつけられ愚弄された。また、当時の中国の新聞にはこれらの監禁された日本人を「捕虜」として報じた。日本では、当初、日本人水兵１人が殺され、水兵5人と民間人５人が拘束されたと報じられていた。ドイツ租界内の三井物産事務所は焼き打ちされ、日本租界の三井物産の倉庫は略奪された上、焼き打ちされた。日系の泰安紡績には総工会の糾察隊に包囲され、日本人従業員らは脱出できなくなった。
4月4日朝、唐生智は軍を派遣して水兵を引き取った。その際、総工会は唐生智に対して「日本側に有利な条件を容れせしむる人質なれば、このまま返さば承知せず」と言った。唐生智が人質を日本側に送り返そうとしても糾察隊は衛戍司令部を監視して引き渡させなかった。これ以上の負傷者を出さないために総領事が協議した結果、7日夜にようやく取り戻した。石井小兵衛ら数名は4日夜12時に釈放された。水兵らは総工会では乱暴を受けたものの司令部では丁重な取扱いをされたという。民間人５人は６日午後９時に唐生智の命により自動車で租界まで送られ、泰安紡績の日本人68名は７日午後３時に租界に引揚げることが出来た。
国民政府外交部長の陳友仁は事件の夜に駆けつけ、高尾総領事に対して遺憾の意を表し、当方にて全責任をもって解決すると言った。武漢衛戍総司令の唐生智も来て遺憾の意を表し、租界は中国軍隊にて護衛するので陸戦隊の撤退を要求した。総領事は中国側の誠意を尊重して陸戦隊の撤退を希望し、また中国側は軍隊を租界の周囲に配し、糾察隊とともに群衆を遠ざけ、日本人に危害を加えるな、略奪するなといったポスターを貼るなど誠意があるように見えたので、陸戦隊は一時大正ホールに引き上げた。しかし軍隊の略奪が行われ、直ちに陸戦隊を配備した。本願寺に進入した唐生智の軍隊は木堂内の略奪容疑で、何健の軍隊に代えられ、それも陸戦隊の抗議により、本願寺から撤退した。総工会の代表は「中国人が十人死んだ。発砲は不法だ。衝突の原因を明らかにされたい。陸戦隊を即刻引きあげられたい」などの注文を持ち出したが、総領事のために一蹴された。また総工会は食糧封鎖を強行しようとした。

## 引揚げ

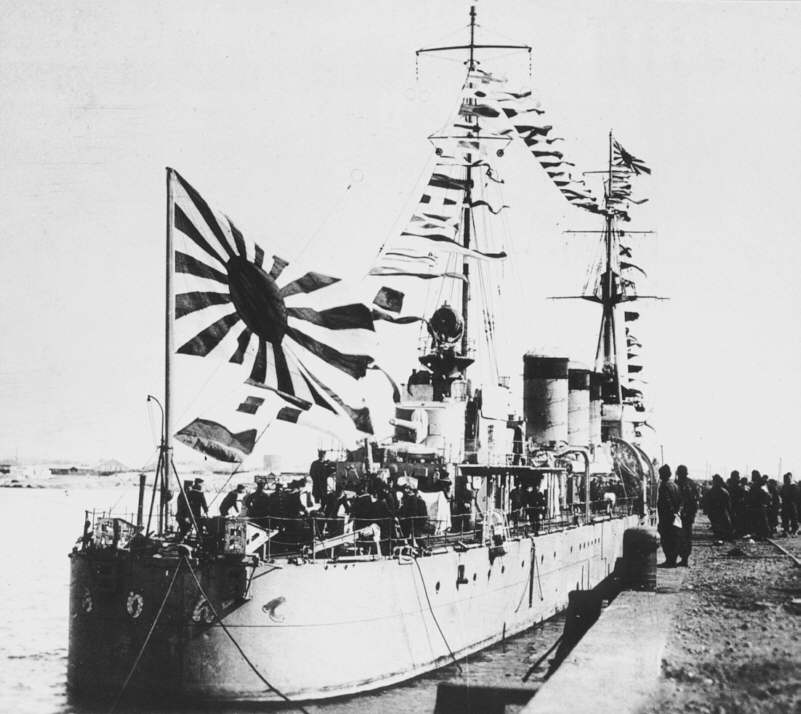
漢口には上海から糧食を満載した天龍及び第十八駆逐隊の天津風、時津風、磯風が派遣された。

4月3日、宜昌ではスタンダード石油は店を閉鎖し、アメリカ人全員がイギリス艦、アメリカ船にて引揚げることを決する。アメリカ公使は在北京アメリカ人に対して北京からの引揚げの勧告を行った。
4月4日、日本総領事は在留日本人の引揚げを告示した。4月6日には、日本人婦女子1320名が大福丸と襄陽丸に乗って引き揚げた。その後も一部残留希望者を残して引き揚げが続き、二千数百人の在留邦人は5月9日には444人（内、110人が女性）となった。同月11日、避難民らは兵員の増派を意味する積極政策を取ることを日本政府に求める決議を行った。
この時期、ナショナリズムの高まりとともに排外主義も強まり、中国で対日感情も悪化していた。各地からの引揚が相次いでいる。

## その後
4月6日、張作霖により北京のソ連大使館捜索が行われた。
4月12日、共産党を警戒する列強の支持を受けた蔣介石は上海クーデターを起こし多数の共産党幹部を処刑した。
6月末には、中等教育機関東亜同文書院が南兵（国民党軍）第35軍によって占領された。
その後も日中間の険悪な状況は続き、日中両軍部隊の衝突、排日ストや騒擾事件、日本人兵士による中国人殺傷事件等が起き、当時これらも随時、漢口事件と呼ばれることが多かった。とくに1928年12月17日、日本海軍陸戦隊の機銃車隊の隊列を横切ろうとした車夫3名が水兵に銃剣で刺され重傷、内1名が死亡し、情勢が緊迫化した事件はこれも漢口事件あるいは漢口車夫事件などと呼ばれている。この件は、1927年の事件問題と切離して交渉が行われ、約半年後に日本側が死者に同情の意を表し、遺族に賠償を払い、負傷者の復業を考慮するとして、本項目の漢口事件より先に解決、このとき初めて死者の遺体が日本から中国側に返還された。また、下って1936年9月、やはり漢口で領事館警察の中村巡査が中国人に射殺され全面的な日中戦争の遠因の一つとなった事件（漢口邦人巡査射殺事件）が起きたが、当時こちらも漢口事件と呼ばれることも多かった。

### 解決
武漢国民党政府に代わって武漢を含む中国広域の支配者となった蒋介石の国民党政府と交渉の末、やはり同1927年に起こった南京事件とともに、1929年5月、日中間で交換公文が交わされて外交的に最終決着をみた。交換公文上、中国側は事態を共産党の扇動によるものとしつつも、日中双方で調査委員会を設け、その結果に基づいて日本人の身体上・財産上の損害について賠償すること、また事件発生当初の中国人の傷害に対しては相応の撫恤を与えることで解決としたいと来書で述べ、日本側は日本人側被害の部分について同意する形で返書とする形となっている。
1929年5月日中双方で交換公文を交わし、中国側は事件を南京政府建都以前に共産党の扇動により発生したものとしながらも遺憾の意を表し責任を負うとし、日中双方による調査委員会を作って調査、日本人の身体・財産上の損害を賠償する意を表した。
1931年7月、最終的に南京事件（1927年）と合わせ105万元の賠償金（内30万元が漢口事件分）が確定、10か月の分割払いとなった。支払は満州事変発生によりいったん中断もあったが、1934年10月に残額が完済され終了した。

### 終焉
仏租界は1943年にヴィシー政権が行政権を中国に返還、戦後フランスに立った新政権も1946年それを踏襲した。日本租界は1945年の日本の敗戦により行政権は接収された。